# Terebella biseta
Terebella biseta är en ringmaskart som beskrevs av Jean-Baptiste Lamarck 1801. Terebella biseta ingår i släktet Terebella och familjen Terebellidae. Inga underarter finns listade i Catalogue of Life.